# Thomas Wallace Whitaker
Thomas Wallace Whitaker (13 de agosto de 1904, Monrovia, California - 29 de noviembre de 1993, La Jolla, San Diego, California) fue un botánico, taxónomo y fisiólogo vegetal estadounidense.
Se desempeñó en el Departamento de Agricultura de los Estados Unidos en Washington D. C.. Como taxónomo hizo estudios sobre hortalizas. Se especializó en la familia de las amarilidáceas, y de las cucurbitáceas.

## Obras
- 1980. Cucurbitaceas americanas útiles al hombre: conferencias a cargo del Dr. Thomas Whitaker del "United States Department of Agriculture", La Jolla, California, La Plata, 7 al 14 de octubre de 1980. Ed. Provincia de Buenos Aires Comisión de Investigaciones Científicas, 42 pp.

- La abreviatura «Whitaker» se emplea para indicar a Thomas Wallace Whitaker como autoridad en la descripción y clasificación científica de los vegetales.[2]